# Numerus clausus
Pour les articles homonymes, voir Numerus clausus (homonymie).
L'expression numerus clausus (ou numérus clausus) provient du latin où elle signifie littéralement « nombre fermé ». Elle caractérise la limitation, décidée par une autorité publique ou professionnelle, du nombre de personnes admises à concourir, à exercer une fonction ou un métier, à recevoir un grade, etc.
Cette limitation, exprimée par la fixation d'un effectif limite, est censée permettre le déploiement de moyens nécessaires et suffisants pour répondre aux besoins.
L'expression numerus clausus apparaît dans le domaine juridique dès l’époque romaine, mais son emploi en tant qu’expression technique dans un sens moderne — limiter par le nombre l’accès à un droit ou une fonction — remonte au début du XXe siècle.
La Hongrie devient le premier pays au monde à adopter une législation formellement appelée "numerus clausus" (Loi XXV de 1920). Cette loi visait à limiter le nombre d’étudiants juifs dans l’enseignement supérieur, à proportion de leur présence dans la population globale (autour de 6 %), alors qu’ils représentaient plus de 25 % des étudiants à l’époque.

## Définition
Un numerus clausus, appliqué par une autorité officielle, est le nombre de personnes à qui une chose (autorisation d'exercer une fonction, admission à se présenter à une épreuve) est allouée dans un système où ce nombre est limité à une valeur fixe quel que soit le nombre de prétendants.
Le CNRTL définit le  numerus clausus en ces termes: « Limitation discriminatoire du nombre des sujets à admettre à certaines fonctions, du nombre des candidats qui seront reçus à un examen, fixée en principe d'après les besoins à pourvoir. » Le dictionnaire Larousse définit ce nom dans les mêmes termes.

Cette notion a été remplacée (en France) par celle de numerus apertus.

## Domaines d'application

### Études médicales en Belgique
Le numerus clausus intervient en Belgique en fin d'études, pour limiter l'installation, et est appliqué depuis 2004. L'obtention d'une convention et d'un numéro Inami ((nl) Riziv) indispensable est soumise à des quotas. Ainsi un médecin diplômé d'université ou un masseur (kinésithérapeute) diplômé d'école peut se voir dans l'impossibilité d'exercer en Belgique. En 2003, un moratoire est demandé par le parti Ecolo, mais sa position est minoritaire. En 2014, le numerus clausus est suspendu pour les professions en pénurie ; ceci ne concerne que les généralistes et quelques spécialités. Le projet conçu en 2013 est de le suspendre pour toutes les professions à l'horizon 2020. Le gouvernement belge a cependant décidé d'appliquer un numerus clausus dès la rentrée 2023 jugeant le nombre de médecins suffisant.

### Études médicales en France
Le numerus clausus dans l'admission aux études de santé françaises découle d'une loi de 1971 permettant de fixer directement par arrêté ministériel le nombre d'étudiants pouvant être admis en deuxième année de médecine, d'odontologie et maïeutique. De ce fait, il ne s'agit plus de passer un examen mais de réussir un concours pour accéder à un nombre restreint de places à pourvoir : l'étudiant ne se « bat » plus seulement contre lui-même, mais aussi contre les autres pour satisfaire sa réussite.
Ce numerus clausus a été supprimé le 20 mars 2019 par les députés de l'Assemblée nationale, pour être remplacé par un numerus apertus. Dorénavant, la sélection chiffrée se fait à la fin de la première année et ce sont les facultés elles-mêmes qui fixent le nombre de places disponibles en deuxième année de Médecine dans chacune des filières.
En avril 2021, le Conseil d’État suspend l’arrêté de janvier 2021 qui fixait le nombre d'étudiants de première année commune aux études de santé autorisés à poursuivre leurs études en médecine, odontologie, pharmacie et maïeutique. La suspension étant liée à un problème de forme, cet arrêté doit être republié par le gouvernement.

### Études universitaires au Togo
En septembre 2021, le ministère de l’Enseignement supérieur et de la Recherche du gouvernement togolais, décide d’interdire sur toute l’étendue du territoire la pratique du numerus clausus ».

### Mesures discriminatoires
Le numerus clausus peut également être utilisé comme mesure discriminatoire à l’encontre d’une catégorie de personnes seulement. Par exemple, sous le régime de Vichy, les juifs sont exclus de la fonction publique, de l’enseignement et voient leur accès à l’université ou aux professions libérales limité par un numerus clausus.
Dans l'Empire russe, à la suite des lois répressives d'Allexandre III, un même système discriminatoire, limitant le nombre de Juifs autorisés à s’inscrire dans les universités, été mis en place à partir de 1887, avec des quotas stricts : maximum de 10 % dans la zone de résidence, 5 % à l'exterieur de cette zone, et 3 % dans les universités de Moscou et de Saint-Pétersbourg. — Même discrimination en Hongrie en 1920.

## Critiques
Comme pour les écoles de commerce à accès sur concours, le numerus clausus est critiqué parce qu’il servirait à créer un esprit de corps, un sentiment de caste ou d’impunité. Les étudiants en filières fermées décèderaient davantage de dépression, d’alcoolisme et de tabagisme que les étudiants en filières ouvertes.[réf. nécessaire] Ces éléments sont difficiles à caractériser et sont démentis en bloc par les universités de médecine, qui rappellent que d’une part initialement le nombre de médecins devait correspondre au nombre de patients, et que d’autre part limiter l’accès permet d'augmenter la proportion de budget par étudiant.
Dans les années 2000, le numerus clausus est critiqué car des étudiants ne peuvent pas passer en deuxième année et estiment avoir perdu une ou plusieurs années à préparer en vain les examens de médecine. Des critiques semblables atteignent les filières sportives (Sciences et techniques des activités physiques et sportives (STAPS)) où le numerus clausus prend la forme de tirages au sort car un nombre limité de place est budgété par les universités.
Dans les années 2010, le numerus clausus est très largement contourné par des étudiants français en Belgique, en Bulgarie, en Espagne, au Portugal ou en Roumanie[réf. nécessaire]. En effet, s’ils sont diplômés dans l’Espace économique européen, ils peuvent exercer librement en France. Ces étudiants critiquent le fait de devoir s’expatrier le temps des études, à un coût parfois élevé. Les étudiants diplômés en France critiquent le fait qu’ils sont limités dans leurs choix de spécialité lors des épreuves de classement, alors qu’un étudiant expatrié serait davantage libre de choisir sa spécialité. Des médecins africains francophones (Algériens, Tchadiens, etc.) ne voient pas leur diplôme reconnu parce qu’ils ne sont pas européens alors que leur formation et leurs compétences sont louées par leurs collègues français.[réf. nécessaire]
Le numerus clausus est critiqué pour créer une pénurie lorsqu’il n’est pas assez élevé, par exemple dans les services hospitaliers de gériatrie ou les médecins généralistes en campagne. De plus, la concurrence entraîne des épreuves classantes et une hiérarchie des spécialités, et des rémunérations. Par exemple, la médecine du travail (santé publique) est dénigrée par certains médecins et est souvent pourvue par des médecins étrangers moins bien rémunérés que leurs collègues français à travail et diplômes équivalents[réf. nécessaire].